# Stephan Hollstein
Stephan Hollstein (* 29. Januar 1966 in Marl) ist ein deutscher Musiker, Musikproduzent und Sänger.

## Leben
Aufgewachsen im Ruhrgebiet lernte Hollstein als Kind, verschiedene Instrumente zu spielen und sang in seiner Jugend in verschiedenen Bands.
Ende der 1980er Jahre lebte er in Bochum. Musik für Experimentalfilme zu schreiben, war die Basis, um Musik für Filme besser zu verstehen und umzusetzen. Mit dem erarbeiteten Know-how fokussierte er sich auf Popmusik mit deutschen Texten im eigenen Studio „/raum/der/ruhe/“. Ende der 1990er Jahre machte er nach seinem Studium erste Erfahrungen mit einem Majorplayer der Musikszene. Sony Music veröffentlichte sein Debütalbum "Wahre Geschichten".
Er kooperierte mit Produzenten wie Armand Volker (Münchener Freiheit), Dieter Falk (Pur) und Kiko Masbaum (Unheilig). Aktuell lebt Stephan Hollstein in Freiburg im Breisgau. Auf seinem Label Lindberq Records veröffentlicht er eigene Musik-Produktionen, für das Label POPVIRUS schreibt er Instrumental-Musik für Filme.

## Diskografie

### Alben
- 2000: Wahre Geschichten (Sony Music Ent./Columbia)
- 2012: Nostalgia (POPVIRUS Soundtrack)
- 2018: nahaufnahmen (Lindberq Records)

### Singles/EPs
- 1999: Wohin willst Du gehen? (Sony Music Ent./Columbia)
- 1999: Für einen Sommer (Sony Music Ent./Columbia)
- 1999: Wie wir uns wiedersehen (Sony Music Ent./Columbia)
- 2006: Ich folge dem Stern (Lindberq Records)
- 2007: Turbulente Zeiten (Lindberq Records)
- 2008: Alles was ich will (Lindberq Records)
- 2011: Alles was kommt (Lindberq Records)
- 2014: Die Einzige (Lindberq Records)
- 2022: Und ich wollte noch fliegen (Lindberq Records)